# ヤノウエノアカゴケ
ヤノウエノアカゴケ（Ceratodon purpureus）は、シッポゴケ目キンシゴケ科に分類される蘚類。和名はムラサキヤネゴケともいう。

## 分布
世界各地に分布する。カナダやアメリカ合衆国ではすべての州で分布が確認されており、日本でも北海道から九州まで広い範囲で見られる。
ヤノウエノアカゴケは、砂質の開けた土地や屋根の上、都市部の道端などに広くみられる。その他、高速道路の路肩、山火事によって裸出した土地、南極大陸の開けた斜面など生育地は多岐に及ぶ。

## 形態
ヤノウエノアカゴケは、砂上などに芝状、あるいはクッション状の群落を形成する。植物体の色は黄緑から赤まで変化にとむ。
雌雄異株で、雄株は雌株と異なる群落を作る。茎は通常高さ約1cmでわずかに分枝する程度であるが、日陰に生える個体では茎の長さが7-8cmになることもある。葉は披針形で先端に細かい歯があり、長さ0.7-1.2mm。葉には光防御色素を持ち、南極大陸の開けた斜面など、光の強い環境に対して適応するのに役立っている。色素は緑色から赤褐色まで多様である。
朔柄は長さ1.0-1.5cmで、赤紫色か黄褐色になる。朔は円筒形で、赤褐色。胞子は直径13-16μm。胞子は主に風によって散布されている。

## 生態
ヤノウエノアカゴケはある程度の遮光耐性を有しているが、光の多い、競争の少ない土地を好む。本種は撹乱の起きた土地にコロニーを形成して、その養分を利用して素早く群落を広げる。撹乱の多いところに生えるため、ヤナギランやヤマハハコなど同じような環境に生える植物としばしば群落を作っている。遷移が進むと、通常ヤノウエノアカゴケの群落は他の植物に置き換わっていく。
本種の胞子は早春、雪解けとほぼ同時期に発芽する。朔は晩春に熟し、夏には胞子が放出されて朔柄が脱落する。胞子は多少の乾燥耐性があり、16日間乾燥させた胞子でも発芽能を有している。

## 分類
ヤノウエノアカゴケ属には、葉の形態などで区別される Ceratodon heterophyllus などの種が知られている。日本には本種のみが分布している。